# ドイツ民主共和国憲法
ドイツ民主共和国憲法（ドイツみんしゅきょうわこくけんぽう、ドイツ語: Verfassung der Deutschen Demokratischen Republik）は、1949年10月に成立した当時のドイツ民主共和国（東ドイツ）の憲法法規。東ドイツ憲法と単に呼ぶ場合もある。

## 経緯

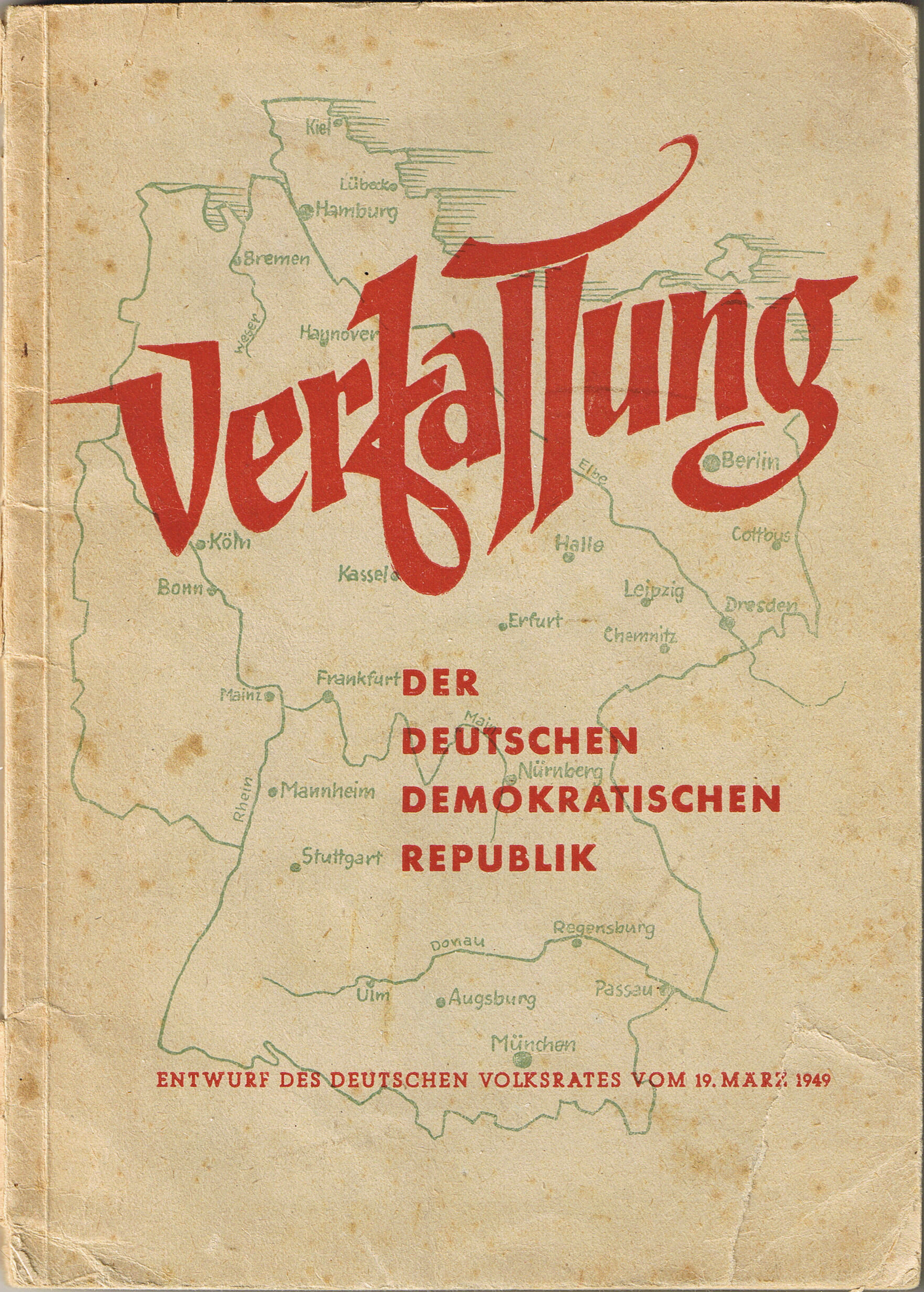
1949年のドイツ民主共和国憲法冊子

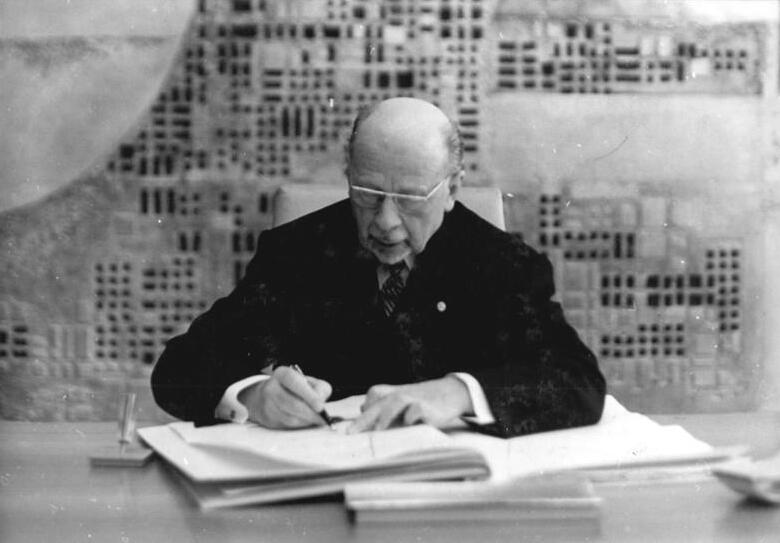
1968年の改正憲法に署名する、ヴァルター・ウルブリヒト国家評議会議長

1945年5月の第二次世界大戦の敗戦により、ドイツは英米仏ソによる分割統治が行われることになったが、このとき東側のソ連占領地域で憲法策定作業が進められた。1946年11月ドイツ社会主義統一党 (SED) が憲法草案を発表した後、委員会において若干の修正を加えて、1949年10月7日に成立、即日施行された。
当初は二院制の議会、連邦制、大統領制などヴァイマル憲法の系譜を引くものであったが、1952年には州が廃止されて県 (Bezirk) へ再編され、1958年には上院に当たる参議院が廃止、ヴィルヘルム・ピーク大統領死後の1960年には大統領制を廃止して「国家評議会」が置かれるなどの改正が行われていった。
1968年4月6日に全面改正され、第1条に「ドイツ民主共和国はドイツ民族の社会主義国家である(Die Deutsche Demokratische Republik ist ein sozialistischer Staat deutscher Nation.)」「労働者階級とマルクス・レーニン主義政党（社会主義統一党）の指導の下に置かれる（党の指導性）」と規定され、社会主義国の憲法としての色彩を強めたものになった。
1974年にも憲法を大改正し、ソビエト連邦との「恒久的同盟関係」を強めた。
1989年10月に東欧革命のうねりの中でエーリッヒ・ホーネッカー政権が倒れ、東ドイツの民主化が始まると、12月には社会主義統一党の指導性を定めた第1条の規定が削除された。1990年4月には円卓会議によって新憲法案が採択されたが、初の民主的選挙で東西ドイツの早急な統一を訴えるドイツ連合（キリスト教民主同盟を中心とした保守連合）が勝利するとこの改憲案は立ち消えになり、代わって1990年7月22日の憲法改正で州が復活、8月23日には人民議会は1990年10月3日を以て西ドイツの基本法の適用を受け入れると決議、31日に東西ドイツの統一条約が締結された。
こうして、1990年10月に東西ドイツが統一され、旧東ドイツも旧西ドイツのボン基本法を主流とした現在のドイツ連邦共和国基本法が適用されるようになった。

## 編成
1968年4月6日制定、1974年10月7日改正版

### 前文
ドイツ労働者階級の革命的伝統を引き継ぎ、かつ、ファシズムからの解放を拠り所としつつ、ドイツ民主共和国の人民はわれわれの時代の歴史的発展のプロセスに合致して社会=経済的、国家的及び国民的自己決定を求める権利を実現し、かつ、発達した社会主義社会を形成した。
自己の命運を自由に決定し、社会主義及び共産主義、平和、民主主義及び諸国民の友好の道を迷うことなく今後もさらに進まんとする意思に満たされて、ドイツ民主共和国の人民はこの社会主義的憲法を制定した。

ドイツ語原文

In Fortsetzung der revolutionären Traditionen der deutschen Arbeiterklasse und gestützt auf die Befreiung vom Faschismus hat das Volk der Deutschen Demokratischen Republik in Übereinstimmung mit den Prozessen der geschichtlichen Entwicklung unserer Epoche sein Recht auf sozial-ökonomische, staatliche und nationale Selbstbestimmung verwirklicht und gestaltet die entwickelte sozialistische Gesellschaft.
Erfüllt von dem Willen, seine Geschicke frei zu bestimmen, unbeirrt auch weiter den Weg des Sozialismus und Kommunismus, des Friedens, der Demokratie und Völkerfreundschaft zu gehen, hat sich das Volk der Deutschen Demokratischen Republik diese sozialistische Verfassung gegeben. 

### 第1編 社会主義の社会秩序及び国家秩序の基礎

#### 第1章 政治的基礎（第1条 - 第8条）
- 第1条 : ドイツ民主共和国は労働者と農民による社会主義国家である。ドイツ民主共和国は労働者階級とそのマルクス・レーニン主義政党の指導の下に置かれる、都市と農村における労働者の政治組織である。ドイツ民主共和国の首都はベルリンである。（1989年12月1日に、「労働者階級とそのマルクス・レーニン主義政党の指導の下に置かれる」の部分が削除された。）
- 第6条第2項 : ドイツ民主共和国はソビエト社会主義共和国連邦との恒久的で取り消しえない同盟関係にある。ソビエト社会主義共和国連邦との緊密で兄弟的な同盟は、ドイツ民主共和国の人民に対し、社会主義と平和の道を先立って進むことを保証するものである。（以下略）

#### 第2章 経済的基礎、科学、教育及び文化（第9条 - 第18条）
- 第12条第1項 : 地下資源、鉱山、発電所、ダム及び大河川・大湖沼、大陸棚の天然資源、工業経営体、銀行及び保険施設、人民財産、交通路、鉄道、海上船舶航行及び航空交通の輸送手段、郵便及び電信電話施設は人民所有である。これらに対する私的所有は、許されない。

### 第2編 社会主義社会における市民及び共同体

#### 第1章 市民の基本権及び基本義務（第19条 - 第40条）
- この章の第20条では良心・信仰の自由、第27条で言論・出版・放送の自由、第28条で集会の自由、第29条で結社の自由、第31条で通信の秘密、といった基本的人権が規定されている。しかし、各条文には「憲法の原則に従う」等の文言が含まれていた。また実際には刑法によって社会主義統一党やソ連を批判するだけで1年から8年の懲役刑が科され[5]、電話は国家保安省によって盗聴を受けるなどしており[6]、これらの憲法規定は空文に等しかった。

#### 第3章 労働組合とその権利（第44条 - 第45条）
- 第44 - 第45条では官製組合である自由ドイツ労働総同盟 (FDGB) に結集した労組のみに地位、権利、任務が規定されている。

### 第3編 国家指導の構造及び体系（第47条）
- 第47条第2項 : 民主的中央集権主義の基礎の上に実現された勤労者人民の主権が、国家構造の主導的原理である。

#### 第1章 人民議会（第48条 - 第65条）
- 第48条第1項 : 人民議会はドイツ民主共和国の最高の国家権力機関である。人民議会は、本会議において国政の基本問題について決定する。
- 第54条では「人民議会は国民により、自由・普通・平等・秘密の選挙において」選出されると規定されている。しかし、実際の選挙は予め議席配分の決まったリストに賛否を問うだけであり、しかも誰が反対票を投じたのかすぐに分かるようになっていた[7]。

### 第4編 社会主義的合法性及び社会主義的司法（第86条 - 第104条）
- 第86条 : 社会主義社会、勤労者人民の政治的権力、その国家・法秩序は、正義、平等、友愛及び人間性の精神において憲法を保持し、かつ実現するための根本的保証である。
- 第87条 : 社会及び国家は、市民及びその団体を司法に組み入れ、社会主義的法の遵守についての社会的及び国家的統制に市民及びその団体を組み入れることによって、合法性を保障する。